# Chiesa di San Francesco di Paola (Verona)
La chiesa di San Francesco di Paola è un ex luogo di culto cattolico che sorge nel quartiere di Veronetta a Verona. Commissionata a fine Cinquecento dall'ordine dei Minimi, all'inizio dell'Ottocento è stata demanializzata e nel 1968 è stata acquisita (insieme al convento) dall'Università degli Studi di Verona, che ne ha fatto la sede della biblioteca centrale Arturo Frinzi.

## Storia
I primi frati dell'ordine dei Minimi, provenienti in gran parte dal convento di Mantova e dal bacino lombardo, si insediarono a Verona nel 1593, su mandato del correttore (superiore generale) Gregorio de Pania. Le vicende relative alla chiesa e al convento di San Francesco di Paola affondano così le loro radici al 15 marzo 1593, quando venne donato ai Minimi un vasto terreno situato nei pressi del Campo Marzio della città. Il terreno presentava alcuni edifici che furono temporaneamente utilizzati dai frati come residenze, per cui poterono concentrare gli sforzi nella costruzione della chiesa e rimandare ad un momento successivo il cantiere del convento. Il 10 aprile dello stesso anno vi fu la cerimonia della posa della prima pietra, presenziata dal vescovo di Verona Agostino Valier.
Nella fase iniziale la maggior parte delle donazioni dei privati cittadini erano finalizzate alla costruzione della chiesa, dove in cambio avrebbero ottenuto degli spazi funerari, per cui il cantiere procedeva piuttosto speditamente. Il cantiere relativo al convento andava invece a rilento, sia a causa della mancanza di fondi sia in quanto, nel frattempo, si dovette proseguire con l'acquisizione di nuovi terreni. Nel 1611 i frati furono così costretti a chiedere una sovvenzione al Consiglio cittadino.
Dall'analisi della documentazione esistente si può dedurre che, mentre la chiesa fu completata in tempi piuttosto rapidi, tra il 1593 e il 1624, il cantiere del convento richiese molto tempo. Il braccio est del chiostro fu il primo ad essere realizzato, negli anni trenta del Seicento, seguito dai bracci sud e ovest negli anni quaranta. L'inizio degli anni sessanta fu segnato da una riorganizzazione generale dell'ordine dei Minimi, che comportò la destinazione del convento di Venezia «pro novitiatu», mentre quello di Verona fu destinato «pro clericatu»: questo causò la necessità di una diversa strutturazione degli spazi. I frati decisero così di costruire il "chiericato" di dieci camere nel braccio nord del chiostro, la cui realizzazione in quel momento non era partita e che fu realizzato con l'occasione, tra il 1663 e il 1664. Negli stessi anni fu realizzata anche la biblioteca, in prossimità del presbiterio della chiesa. Nel 1746 furono infine aggiunti il refettorio e i relativi ambienti di servizio: il convento trovò così la sua configurazione definitiva, almeno fino alle trasformazioni avvenute nell'Ottocento.
Il 4 luglio 1806 la proprietà del convento fu infatti trasferita al demanio mediante l'applicazione delle leggi napoleoniche. Il convento tuttavia non fu chiuso in quell'occasione, anzi i tredici frati che vi abitavano accolsero anche dei confratelli veneziani, tanto che furono necessari dei lavori di sistemazione. Gli spazi furono tuttavia suddivisi tra i monaci e i militari francesi, che ebbero in uso anche la chiesa. L'allontanamento definitivo dei religiosi avvenne invece nel 1810, quando un decreto imperiale asburgico stabilì la soppressione dei conventi. Non vi sono informazioni complete sulla destinazione d'uso del complesso conventuale, anche se dal catasto del 1817 si evince che parte degli spazi erano utilizzati come magazzini, mentre un'altra parte era affittata ad uso abitativo; altre fonti riferiscono che entro il 1820 il complesso fu ristrutturato per adattarlo a nuovi usi militari.
In seguito all'armistizio firmato l'8 settembre 1943 dal governo Badoglio, il convento, destinato a caserma, fu spettatore di un'azione di resistenza portata avanti da soldati italiani, guidati del colonnello Eugenio Spiazzi, che si opposero all'armata tedesca. I militari si arresero la sera del 10 settembre al costo di cinque morti, cinque mutilati e dieci feriti, anche se la consegna della caserma si ebbe solo il giorno successivo. Il complesso conventuale restò possesso militare anche dopo la seconda guerra mondiale, fino a che non venne acquistato dalla nascente Università degli Studi di Verona nel 1968, che ne fece il primo nucleo della cittadella universitaria.

## Descrizione della chiesa

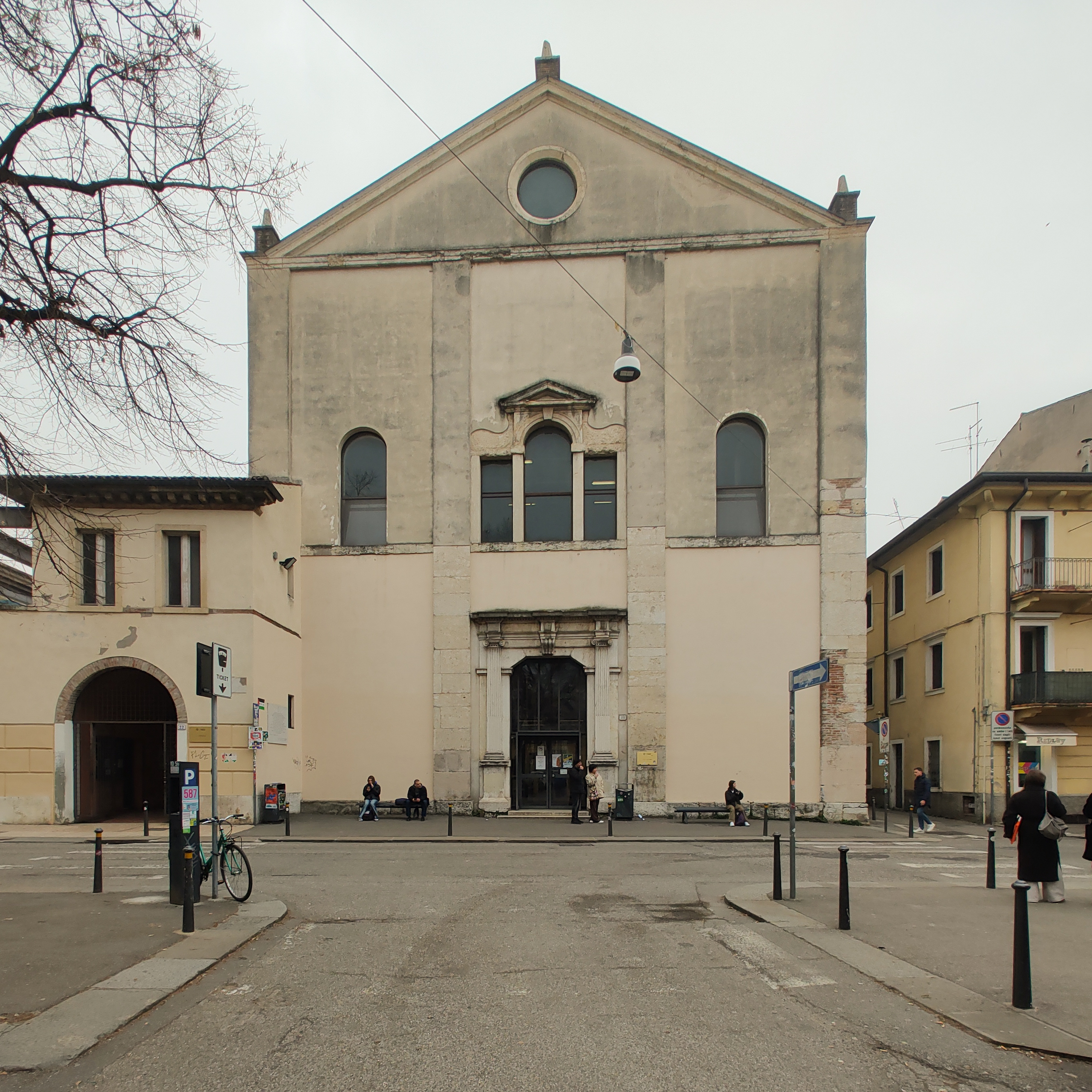
La sobria facciata esterna della chiesa

La facciata della chiesa, sobriamente monumentale e priva di ordini architettonici, è ritmata da quattro semplici lesene in pietra che terminano alla quota di gronda, dove si imposta il timpano definito da una semplice cornice lapidea. Ai lati, sopra la fascia marcapiano, si trovano due finestre centinate mentre al centro si trova una serliana, composta dalle due aperture laterali rettangolari sormontate da volute e dall'apertura centrale centinata e conclusa da un timpano triangolare. L'elemento più ricco della facciata è sicuramente il portale d'accesso alla navata interna: l'apertura è inquadrata da lesene ioniche poste su un alto piedistallo, che reggono una trabeazione che prosegue sui due lati per chiudere le due fasce lapidee che servono per collegare il portale con il piano di facciata. Il fornice è chiuso in alto da una sorta di arco poligonale a tre conci, impostato sui piedritti laterali e interrotto al centro da una chiave d'arco che si prolunga in alto facendo avanzare la trabeazione.
I prospetti laterali esterni sono invece contraddistinti da imponenti contrafforti binati, che sono stati posti in corrispondenza delle paraste interne.

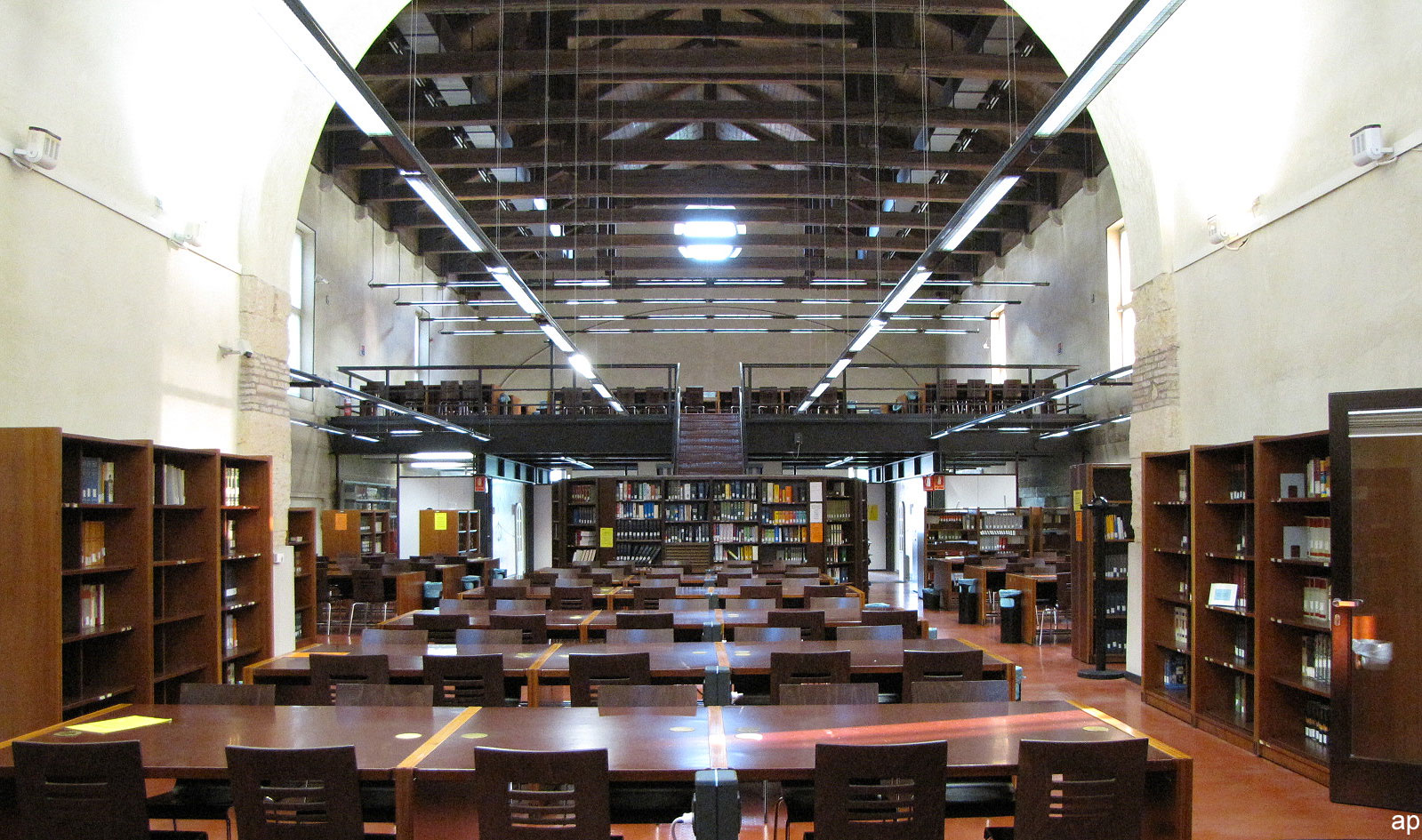
L'interno della chiesa, oggi destinato a biblioteca dell'Università di Verona

All'interno l'edificio chiesastico è costituito da un'unica aula, che termina nel presbiterio in cui si trovava il coro dei frati. Il presbiterio è racchiuso ai due lati dall'ambiente della sagrestia, a sinistra, e dalla cappella dedicata alla Madonna di Loreto, entrambi accessibili dalla navata mediante una porta. Le pareti della navata, prima delle trasformazioni otto e novecentesche, erano scandite da una successione di tre campate ad arco, ritmate da coppie di paraste di ordine gigante che erano posizionate in corrispondenza dei contrafforti esterni. In corrispondenza dei fornici il filo di parete arretrava consentendo l'inserimento di sei altari laterali, non più presenti. La trabeazione che sormontava le paraste costituiva l'imposta della grande volta ribassata in cannucciato che copriva l'aula.

## Descrizione del convento

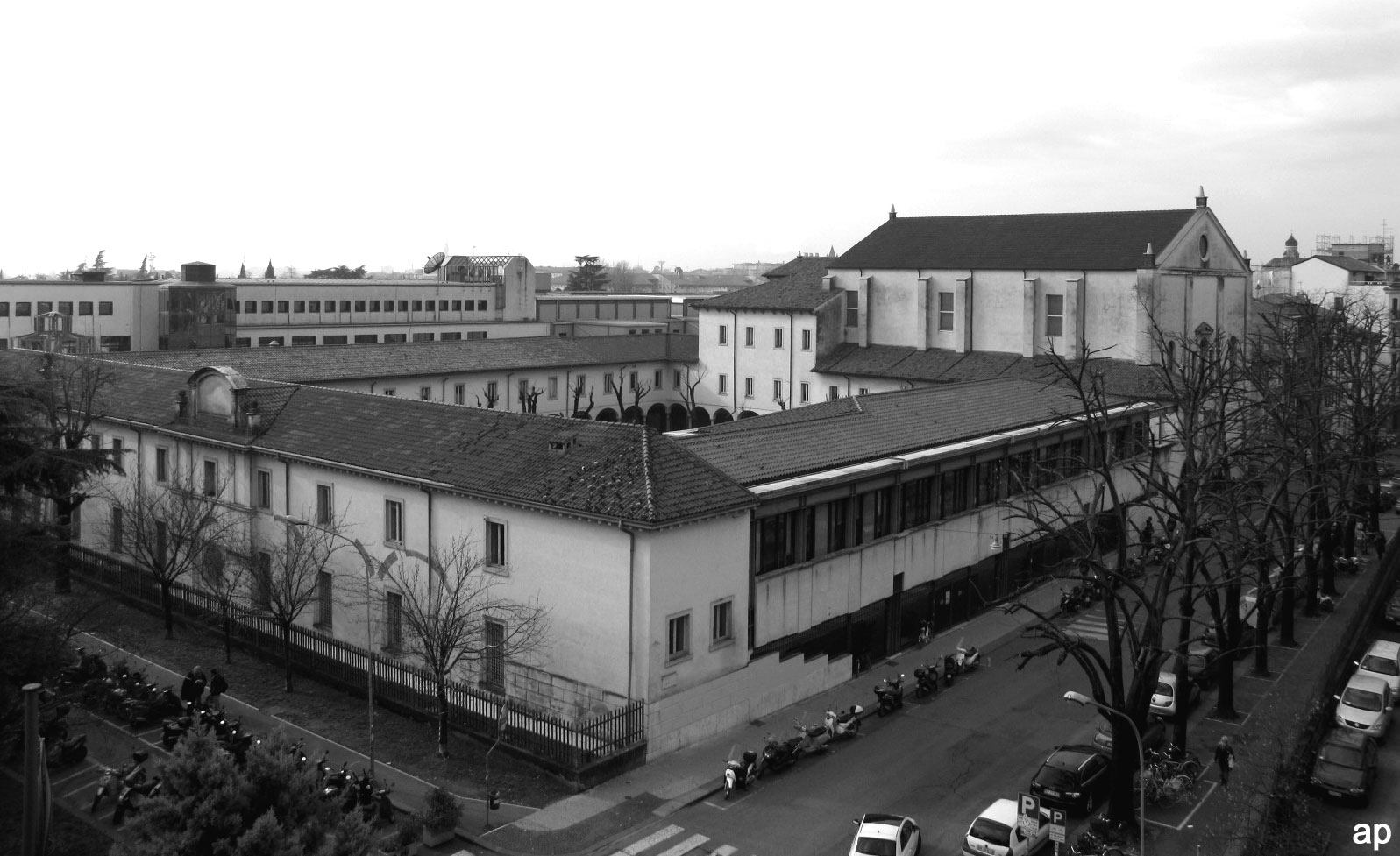
Il chiostro del convento con il portale d'accesso sulla sinistra, caratterizzato dalla vela che sporge dalla copertura, e il fianco della chiesa sulla destra

L'ingresso al convento non è collocato, come avviene di norma, in prossimità della chiesa, ma nel braccio opposto del chiostro. Questo a testimoniare come i Minimi veronesi avessero inteso il convento fin dal principio come luogo di isolamento. Gli accessi alla chiesa e al convento furono quindi separati e caratterizzati diversamente: il primo aveva un affaccio su strada a confermarne il carattere pubblico, il secondo era invece situato ai margini della città del tempo. Il collegamento diretto e privato tra convento e chiesa avveniva invece attraverso il coro e la sacrestia.
L'accesso al convento avveniva quindi attraverso un portale posto al centro del braccio est, che è l'unica parte decorata dei sobri prospetti esterni: sporgente rispetto al piano di facciata, si contraddistingue per il paramento parzialmente a bugnato rustico e dalla vela di coronamento centrale.

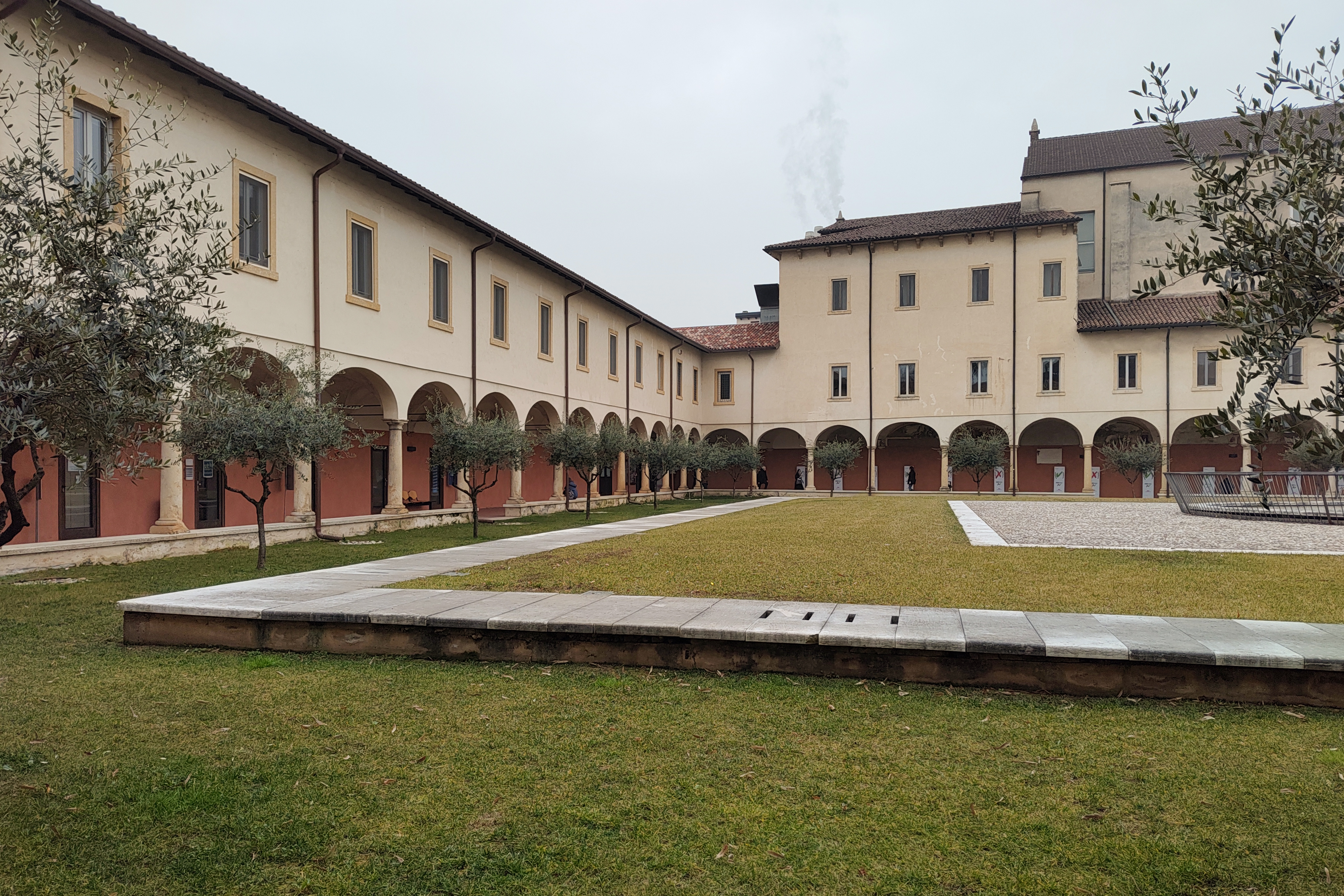
I bracci ovest e sud del chiostro

Il chiostro era ritmato da un portico costituito da 13 arcate sui lati brevi e da 15 arcate sui lati lunghi, rette da colonne di ordine tuscanico. Il braccio est è costituito da piccoli ambienti voltati a crociera, probabilmente in origine destinati a celle dei frati, interrotti dall'ingresso al convento. Il braccio ovest è addossato alla chiesa ed è costituito dal solo portico mentre il braccio sud e il braccio nord, quest'ultimo andato quasi completamente distrutto durante la seconda guerra mondiale, davano accesso a grandi ambienti, probabilmente a uso magazzino. Il primo piano del convento, ospitante una cappella e ulteriori 25 celle disposte su tre bracci, era raggiungibile attraverso tre scale, di cui due principali e una di servizio.
Il corpo di fabbrica che sporgeva verso sud, completamente scomparso, ospitava al piano terra la cantina e un granaio e al piano superiore il refettorio e la grande cucina, raggiungibili tramite una quarta scala in pietra.